# StackMat

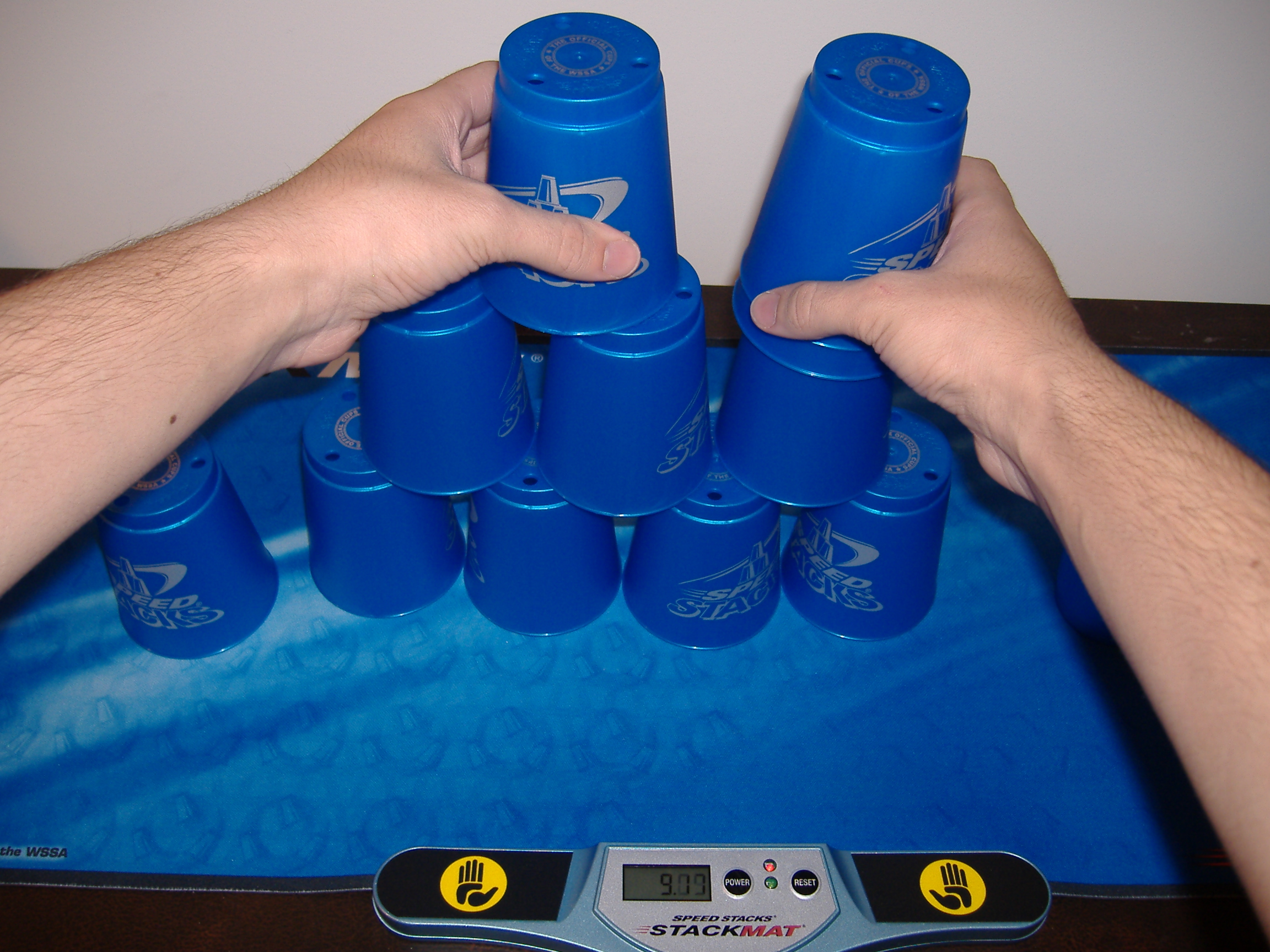
Een StackMat met bekers die gebruikt worden bij sportstapelen

De StackMat is het officiële apparaat om de tijd te meten bij sportstapel- en speedcubingwedstrijden. Er bestaan drie versies van de StackMat. De 'eerste generatie' heeft aanraakgevoelige panelen die in de mat zijn ingebouwd. De 'tweede generatie' heeft aanraakgevoelige panelen en een apparaat om de tijd te meten dat losgekoppeld kan worden van de mat. De aanraakgevoelige panelen zijn iets hoger geplaatst dan de mat zelf. De 'derde generatie' StackMat heeft ook een ingebouwde geheugenfunctie. Deze functie zorgt ervoor dat de tijden van een sportstapelaar worden opgeslagen. Dit is mogelijk voor de 3-3-3, 3-6-3 en de Cycle. Verder kan er een StackPod worden aangesloten aan de voorkant.
Voor de wedstrijd dient de speler zijn handen op de aanraakgevoelige delen te leggen. Wanneer deze worden losgelaten, begint de tijd te lopen en de speler lost de Rubiks kubus op of bouwt de formatie bij het sportstapelen. Meteen daarna moet de speler zijn handen weer op de aanraakgevoelige delen leggen om de tijdmeting te stoppen.
Er zijn ook soortgelijke timers op de markt, zoals de Sportstimer 1000 van FlashCups. Deze kan tot op een duizendste van een seconde nauwkeurig de tijd meten.